# Бродок (Роменський район)
Бродо́к —  село в Україні, у Роменському районі Сумської області. Населення становить 117 осіб. Входить до складу Недригайлівської селищної громади. До 2016 року орган місцевого самоврядування — Кулішівська сільська рада.

## Географія
Село Бродок знаходиться на правому березі річки Сула, біля місця впадання в неї річки Хусь, вище за течією на відстані 1,5 км розташоване село Засулля, нижче за течією на відстані 1,5 км розташоване село Костянтинів, на протилежному березі — селище Недригайлів. Річка в цьому місці звивиста, утворює лимани, стариці і заболочені озера.

## Історія
12 червня 2020 року, відповідно до розпорядження Кабінету Міністрів України № 723-р «Про визначення адміністративних центрів та затвердження територій територіальних громад Сумської області», село увійшло до складу Недригайлівської селищної громади.
19 липня 2020 року, в результаті адміністративно-територіальної реформи та ліквідації Недригайлівського району, село увійшло до складу новоутвореного  Роменського району.

## Населення

### Мова
Розподіл населення за рідною мовою за даними перепису 2001 року:
| Мова       | Кількість | Відсоток |
| ---------- | --------- | -------- |
| українська | 115       | 98.29%   |
| російська  | 2         | 1.71%    |
| Усього     | 117       | 100%     |